# İmranlı
İmranlı (kurdisch: Maciran) ist eine Stadt und Hauptort des gleichnamigen Landkreises der türkischen Provinz Sivas. İmranlı liegt 104 Kilometer östlich von Sivas. Der Ort erhielt laut Stadtsiegel 1948 den Status einer Gemeinde (Belediye).
Der ehemalige Name der Stadt war Maciran. Nachdem aber viele Einwanderer aus dem Kaukasus gekommen waren, wurde der Name der Stadt in Hamitabat geändert. 1911 dann erhielt die Stadt den Namen Ümraniye und war ein Teil des Landkreises Zara. Der Kreis grenzt im Norden an die Kreise Suşehri und Akıncılar, im Osten an die Provinz Erzincan, im Süden an Divriği und im Westen an Zara
.
Durch das Gesetz Nr. 5071 wurde der Kreis İmranlı ebenso wie 14 andere türkische Kreise am 1. Januar 1948 neu gebildet. Zwei Bucaks bildeten den neuen Kreis, Ümraniye (VZ 1945: 68 Ortschaften mit 17.434 Einw.) und Karacaviran (43 Ortschaften mit 8.942 Einw.), beide im Kreis Zara. Nach der Selbständigkeit hatte der neue Kreis eine Einwohnerschaft von 29.198 Einwohnern, wovon 1.158 (VZ 1950) auf die Kreisstadt entfielen.
Ende 2020 hat der Landkreis İmranlı neben der Kreisstadt genau 100 Dörfer (Köy) mit einer Bevölkerung von 4.516 Menschen. Durchschnittlich bewohnen also 45 Einwohner jedes Dorf, das ist der niedrigste Wert aller 17 Kreise der Provinz. 91 Dörfer haben weniger als 100 Einwohner. Die wichtigsten Dörfer im Kreis sind Cogi Baba und Karacaören, Türkkeşlik hat die meisten Einwohner (366). Das Dorf Yapraklıpınar mit acht Einwohnern ist das bevölkerungsärmsten der ganzen Provinz.
Jährlich findet in Cogi Baba am ersten Juliwochenende das Cogi Baba Alevi Festival statt, wo viele Künstler wie Gülcihan Koç, Musa Eroğlu und Ali Cevat Çiftçi teilnehmen.
Im Dorf Han ist der alevitische Sänger Hasret Gültekin geboren, der am 2. Juli 1993 beim Brandanschlag von Sivas ums Leben kam. Die Sängerin Necla Saygılı ist hier ebenfalls geboren.